# بخش لیبرتی (شهرستان دارک، اوهایو)
بخش لیبرتی (به انگلیسی: Liberty Township) یک منطقهٔ مسکونی در ایالات متحده آمریکا است که در شهرستان دارک، اوهایو واقع شده‌است.
 بخش لیبرتی ۸۶٫۲ کیلومتر مربع مساحت و ۱٬۰۷۱ نفر جمعیت دارد و ۳۵۴ متر بالاتر از سطح دریا واقع شده‌است.